# Paris 13 Atletico
Paris 13 Atletico, meestal gewoon Paris Atletico genoemd is een Franse voetbalclub uit het 13de arrondissement van de hoofdstad Parijs. 

## Geschiedenis
De club werd op 17 februari 1968 opgericht door enkele jongeren van het technisch lyceum Jean Lurçat dat op de Avenue des Gobelins gelegen was. De straatnaam was meteen de inspiratiebron voor de clubnaam FC des Gobelins. In de jaren 2000 was de club al zeven keer gepromoveerd en nog nooit gedegradeerd. In 2012 fuseerde de club met Stade Olympique de Paris al was het meer een opslorping omdat de clubnaam Gobelins behouden werd. In 2019 promoveerde de club naar de National 2, de vierde hoogste klasse in Frankrijk. In 2020 werd de clubnaam gewijzigd in Paris 13 Atletico. In 2022 promoveerde de club naar de Championnat National. In het volgende seizoen eindigde de club als een-na-laatste waardoor de club direct terug degradeerde naar de Championnat National 2.